# 이진우 (가수)
이진우는 대한민국의 모던 록 싱어송라이터이다. 에피톤 프로젝트의 앨범에 참여해 눈낄을 끌었다.

## 발매 앨범
- 주변인(정규 1집)

## 참여 앨범
- 결코 끝나지 않을 우리들의 이야기
- Merry Lonely Christmas And Happy New Year
- 사랑의 단상 Chapter.3 : Follow you, follow me